# Berat Sadik
Berat Sadik (Skopje, 14 settembre 1986) è un calciatore finlandese di origine macedone-albanese, attaccante del Tikveš Kavadarci.

## Palmarès

### Club
- Coppa di Lega finlandese: 2

KuPS: 2006
Lahti: 2007
- Campionato finlandese: 2

HJK: 2010, 2011
- Coppa di Finlandia: 1

HJK: 2011

### Individuale
- Capocannoniere del Campionato cipriota: 1

2020-2021 (18 reti)